# كتائب ثورة العشرين
كتائب ثورة العشرين هي ميليشيا سنية تنشطُ في الانبار وديالى وتكريت وبابل دولة العراق. تضمّ الحركة أعضاء سابقين من الجيش العراقي. استخدمت المجموعة في تكتيكاتها ما يُعرف باسم الأجهزة المتفجرة المرتجلة وذلك في هجماتها المسلحة ضد قوات الاحتلال الأمريكي. تضم الميليشيا جناحًا عسكريًا تابعا لها يُعرف في العراق باسم حركة المقاومة الإسلامية. بخصوص اسم هذه الكتائب فهو يوحي ويُشير إلى ثورة العشرين العراقية ضد الاحتلال البريطاني. اعتبارا من عام 2014؛ ساهمت المجموعة بنشاط في المجلس العسكري العام لثوار العراق خاصة في الفلوجة.

## الولاء
ذَكرَ المتحدث باسم الجيش الأمريكي أن «قلق المواطنين المحليين» من هذه الكتائب هو ما جعل القوات الأمريكية لا تعتبرها كحليفٍ لها في العراق،  لكنّ كتائب الثورة نفت ذلك من خلال بيان نُشر على موقعها على شبكة الإنترنت: «نحن نقول للاحتلال الأمريكي أن كاذب.» وذلكَ في إشارة لكذب القوات الأمريكية بخصوص الكتائب التي تُشكك في تبعيتها لتنظيم القاعدة. تؤكد المجموعة أنها تابعة لمنظمة حماس العراق وتتألف من الأعضاء الذين تركوا ألوية ديالي قبلَ العملية. بالنسبة رئيس الحكومة العراقية نوري المالكي فهو يخشى من مِثل هذه الجماعات المسلحة شأنها شأنّ ميليشيا الصحوة السنية المعارضة مؤكدا في الوقت ذاته على أن مثل هذه الجماعات يجب أن تكون تحت قيادة الجيش العراقي أو الشرطة.

## الأنشطة
تُحاول كتائب ثورة العشرين إنشاء دولة عراقية مستقلة مبنية على أُسس إسلامية. بشكل عام نشطت المجموعة في المنطقة الغربية من بغداد وبالضبط في بعض المناطق المميّزة والمُحددة مثل أبو غريب الفلوجة كما تنشطُ في محافظات من قبيل نينوى، ديالى والأنبار. يُشير اسم المجموعة (حرفيا «كتائب ثورة العشرين») يشير إلى الثورة العراقية عام 1920 ضد الاستعمار البريطاني وبالتالي تُعتبر -وتعتبرُ الحركة نفسها- مقاومة وطنية ضد الاحتلال كما تضم في صفوفها فدائيين يحاربون قوات التحالف اليوم. بالنسبة لشعار المجموعة فهو عبارة عن خارطة العراق مع صورة قرآن في الأعلى وآية «قاتلوهم يعذبهم الله بأيديكم» هناك في وسط الشعار صورة معكوسة لسلاح من طراز أيه كيه-47 مع العلم العراقي. يوجد بين السلاح والعلم طباعة صغيرة مكتوب فيها عبارة «حركة المقاومة الإسلامية» توجد أدناها عبارة «كتائب ثورة العشرين».

## التاريخ
ظهرت الكتائب لأول مرة في 16 تموز/يوليو من خلالِ بيان ذكرت فيه أن القوات الأمريكية هي السبب في ارتفاع عدد الضحايا في الدولة العراقية. منذ ذلك الحين عادت الكتائب إلى الظهور بشكل دوري بما في ذلك الكتابة على الجدران في معاقل الثوار في الفلوجة. تنهج الكتائب تكتيك حرب العصابات بدل الهجمات الغدارة أو «الإرهابية» كما تُراعي حال المسلمين السنة ورجال الدين في العراق على النقيض من جماعات أخرى مثل جماعة التوحيد والجهاد.
نفذت المجموعة هجمات رفيعة المستوى مثلَ عملية اختطاف مواطن أمريكي في تشرين الثاني/نوفمبر 2004 وتفجير مقرّ قناة العربية الموالية للحكومة السعودية في بغداد وذلك في تشرين الأول/أكتوبر 2005. اشتهرت الكتائب أيضًا بفضلِ نجاحها في إسقاط عددٍ من طائرات الهليكوبتر الأمريكية في منطقة الفلوجة. بشكل عام لا يُعرف الكثير عن قادة المجموعة. في الثاني من كانون الثاني/يناير 2005 ذكرت وزارة الدفاع أنّ قوات الأمن العراقية قد نجحت في اعتقال حاتم الزوبة الذي تبيّن حينها أنه قائد كتائب ثورة العشرين. في بيان صدر في 13 شباط/فبراير 2006؛ تعهّدت المجموعة «بالاستمرار في الجهاد حتى التحرير والنصر أو [حتى] الشهادة».

## الجناح العسكري
بحلول آذار/مارس 2007 قرّر بعض أعضاء الكتائب تشكيل ما يُعرف اليوم باسم حماس العراق. في بيان صدر في 18 آذار/مارس 2007 ذكرت الكتائب أنها أسّست فصيلين عسكريين جديدين وهما الفتح الإسلامي والجهاد الإسلامي. أصبحَ جناح الفتح الإسلامي فيما بعد حماس العراق وهو الاسم الذي تم اختياره من أجل جناحها العسكري. أمّا الجهاد الإسلامي فقد اندمجَ في الكتائب من خلال بيان توعد فيه بمواصلة الكفاح والجهاد.

## العلاقة مع باقي الجماعات
تعمل كتائب ثورة العشرين على نهج تكتيكات الحروب كما تعمد في بعض الأحيان إلى استخدام التفجيرات والخطف والهجمات المسلحة ضد القوات الأمريكية لكنّها في المقابل لا تستهدف غير المسلمين أو الشيعة حيث تُحاول جاهدة البقاء خارج دائرة الحرب الطائفية. ونتيجة لذلك فقد توترت العلاقة بين الكتائب وتنظيم القاعدة في بلاد ما بين النهرين والذي يعتمدُ بشكل مباشر على التفجيرات الانتحارية التي غالبا ما يستهدف فيها طائفة الشيعة التي يعتبرها كافرة أو مرتدة. رفض كتائب ثورة العشرين مبايعة تنظيم الدولة الإسلامية في العراق كما رفضت العملَ مع تنظيم القاعدة في بلاد ما بين النهرين.
قُتل في 27 آذار/مارس 2007 أحد أبزر زعماء الكتائب وهو الحارث خميس الضاري (ابن أخ رجل الدين الحارث الضاري) وذلك في كمين نصبه تنظيم الدولة في العراق. على الرغم من أن المجموعة استخدمت التفجيرات والخطف والهجمات المسلحة ضد القوات الأمريكية في 20 حزيران/يونيو 2007 إلا أنّ الكولونيل جوزيف ديفيدسون ذكر في مقابلة هاتفية مع واشنطن بوست أن الكتائب تحالفت مع بعض الجماعات الثورية الأخرى في العراق كما أكد على ضمها لعديد جنود جيش الرئيس الأسبق صدام حسين. ذكرت الجارديان في تشرين الأول/أكتوبر 2007 أن كتائب ثورة العشرين لن تنضم إلى المجلس السياسي للمقاومة العراقية، كما أكدت في الوقت ذاته على مواصلة الدعوة والعمل ضد القوات الأمريكية وإعلان أن جميع القوانين التي تصدرها الحكومة العراقية باطلة ولاغية. ذكر المتحدث باسم الكتائب أنها لم تنضم بسببِ عدم رغبتها في القتال مع تلك الجماعات القبلية السنية التي تعمل مع الولايات المتحدة ضد تنظيم القاعدة.